# Džurovo
Džurovo (Servisch cyrillisch Џурово) is een plaats in de Servische gemeente Prijepolje. De plaats telt 179 inwoners (2002).